# وودستاک (فیلم)
وودستاک (انگلیسی: Woodstock) فیلمی در ژانر مستند به کارگردانی مایکل ودلی و تدوین تلما شونمیکر و مارتین اسکورسیزی است که در سال ۱۹۷۰ منتشر شد.

## بازیگران
- جوآن بائز
- هو
- جو کاکر
- کرازبی، استیلز، نش اند یانگ
- جان سباستین
- کارلوس سانتانا
- جیمی هندریکس
- جفرسن ایرپلین
- جنیس جاپلین